# Noctua postnigrescens
Noctua postnigrescens är en fjärilsart som beskrevs av Barend J. Lempke 1962. Noctua postnigrescens ingår i släktet Noctua och familjen nattflyn. Inga underarter finns listade i Catalogue of Life.